# Ichthyoxenus asymmetrica
Ichthyoxenus asymmetrica är en kräftdjursart som beskrevs av M. Firoz Ahmed1970. Ichthyoxenus asymmetrica ingår i släktet Ichthyoxenus och familjen Cymothoidae. Inga underarter finns listade i Catalogue of Life.